# Euphorbia eylesii
Euphorbia eylesii är en törelväxtart som beskrevs av Alfred Barton Rendle. Euphorbia eylesii ingår i släktet törlar, och familjen törelväxter. Inga underarter finns listade i Catalogue of Life.